# القوات المسلحة الصفوية
القُوَّاتُ المُسَلَّحَةُ الصَّفَوِيَّةُ (بالفارسية: ارتش ایران صفوی، وبالأذرية القديمة: صفوی سيلآحلیٛ قوٚولیری، وبالأذرية الحديثة: Səfəvi Silahlı Qüvvələri) هي القوات المُسلَّحة النظاميَّة التابعة للدولة الصفويَّة، وقد أظهر الجيش الصفوي مستوى عاليًا من التنظيم والتفوق وكان واحدًا من أكثر الجُيُوش قوةً وصُمُودًا في العالم. تألَّف من خمس قوى رئيسيَّة هي: القزلباش والقورچي والغلمان الأشراف والتوبچي والتفنگچي.

## تأسيس الجيش الصفوي
كان أول ملك صفوي (شاه)، إسماعيل الأول (1501–1524)، هو الذي وضع الأساس للجيش الصفوي. يعود تاريخه إلى عام 1500، عندما قرر إسماعيل الخروج من مخبئه في لاهيجان، وهي مدينة في جيلان، شمال إيران. في طريقه إلى أذربيجان، قام بتجنيد أتباع، وقد جند بالفعل 450 في رشت و1,500 في طارم. وبحلول الصيف، كان إسماعيل قد جمع بالفعل 7,000 من الأتباع، معظمهم من التركمان من آسيا الصغرى، الذين حشدهم في أرزنجان، في حين كان الباقون من الإيرانيين، معظمهم من شمال إيران، مثل الطاليش. خاض إسماعيل حروبًا ضد الشروانشاه فرخ يسار في نفس العام، حيث قيل إن جيشه كان يتراوح بين 7,000 إلى 4,0000 جندي.
كان العنصر المؤسس الآخر للجيوش الصفوية، إلى جانب التركمان والإيرانيين، هم الجورجيين. تذكر العديد من المصادر الفينيسية المستقلة المعاصرة أن إسماعيل كان لديه سلاح فرسان مسيحي تحت تصرفه منذ عام 1499. وفقًا لتاجر معاصر من البندقية، موراتي أوغوريوتو، الذي عاد إلى البندقية من تبريز في عام 1503، كانت غالبية القوات الصفوية في المدينة من أصل جورجي. عندما أسس إسماعيل الدولة الصفوية في حوالي عام 1500، بلغ عدد القزلباش حوالي 7,000، في حين بلغ عدد الجورجيين، وهم جزء من الجيش الصفوي الأكبر (أي بأكمله)، حوالي 9,000. بعد معركة جالديران (1514)، قامت قوات الفرسان الخفيفة الجورجية التابعة للجيش الصفوي بمضايقة القوات العثمانية المنسحبة بشكل مكثف، في عمق الأراضي العثمانية.